# Tenpuku
Tenpuku (天福?) è il nome dell'era giapponese (年号, nengō, "nome dell'anno") dopo l'era Jōei e prima dell'era Bunryaku. Questa era copre il periodo che va dall'aprile 1233 al novembre 1234. L'imperatore regnante era Shijō-tennō (四条天皇).

## Cambio di era
- 1233 Tenpuku gannen (天福元年): il nome della nuova era è stato creato per contrassegnare un evento o una serie di eventi. L'era precedente è finita e una nuova è iniziata in Jōei 2.

## Eventi dell'eraKenkyū
- 1233 (Tenpuku 1, 1º mese): Kujō Yoritsune ottiene la carica di consigliere intermedio provvisorio (中納言, Chūnagon)[4][5].